# 松花江街道
松花江街道是中国黑龙江省哈尔滨市南岗区下辖的一个街道办事处，建于1947年5月，北部紧邻道里区。
该街道和相邻的曲线街道为中国铁路哈尔滨局集团哈尔滨站区的“南岗铁路居住区”。

## 辖区
松花江街道下辖以下地区：
建筑社区、萧红社区、凤翥社区、公司社区、松花江社区和教化社区。